# Джугень
Джуге́нь (укр. Джуґень, крымскотат. Cügen, Джуген) — исчезнувшее село в Раздольненском районе Республики Крым, располагавшееся на северо-западе района, в степной части Крыма, в балке Джугеньская-Ахтанская, примерно в 4,5 километрах юго-восточнее современного села Славное.

### Динамика численности населения
| - 1806 год — 109 чел. - 1864 год — 110 чел. - 1889 год — 151 чел. - 1892 год — 84 чел. | - 1900 год — 183 чел. - 1915 год — 142/41 чел. - 1926 год — 105 чел. - 1939 год — 116 чел. |

## История
Идентифицировать Джугень среди названий, зачастую сильно искажённых, деревень в Камеральном Описании Крыма… 1784 года пока не удалось. После присоединения Крыма к России (8) 19 апреля 1783 года, (8) 19 февраля 1784 года, именным указом Екатерины II сенату, на территории бывшего Крымского ханства была образована Таврическая область и деревня была приписана к Евпаторийскому уезду. После павловских реформ, с 1796 по 1802 год входила в Акмечетский уезд Новороссийской губернии. По новому административному делению, после создания 8 (20) октября 1802 года Таврической губернии, Джугень был включён в состав Хоротокиятской волости Евпаторийского уезда.
По Ведомости о волостях и селениях, в Евпаторийском уезде с показанием числа дворов и душ… от 19 апреля 1806 года в деревне Джуган числилось 14 дворов, 107 крымских татар и 2 ясыра. На военно-топографической карте генерал-майора Мухина 1817 года деревня Чугень обозначена с 10 дворами. После реформы волостного деления 1829 года Джуни, согласно «Ведомости о казённых волостях Таврической губернии 1829 года», отнесли к Аксакал-Меркитской волости (переименованной из Хоротокиятской). На карте 1836 года в деревне 18 дворов. Затем, видимо, в результате эмиграции крымских татар, деревня заметно опустела и на карте 1842 года Джюгень обозначен условным знаком «малая деревня» (это означает, что в нём насчитывалось менее 5 дворов).
В 1860-х годах, после земской реформы Александра II, деревню приписали к Биюк-Асской волости. Согласно «Памятной книжке Таврической губернии за 1867 год», деревня была покинута жителями в 1860—1864 годах — в результате эмиграции крымских татар, особенно массовой после Крымской войны 1853—1856 годов, в Турцию, а затем вновь заселена татарами. В «Списке населённых мест Таврической губернии по сведениям 1864 года», составленном по результатам VIII ревизии 1864 года, Джуген — владельческая татарская деревня, с 14 дворами, 110 жителями, мечетью и обывательской почтовой станцией при колодцах. По обследованиям профессора А. Н. Козловского 1867 года, вода в колодцах деревни была пресная, а их глубина составляла 8—10 саженей (16—21 м). На трёхверстовой карте Шуберта 1865—1876 года в деревне Джюгень показано 5 дворов).
В «Памятной книге Таврической губернии 1889 года», включившей результаты Х ревизии 1887 года, в деревне Джургень числилось 27 дворов и 151 житель. Согласно «…Памятной книжке Таврической губернии на 1892 год», в деревне Джугень, входившей в Джуиньский участок, было 84 жителя в 9 домохозяйствах.
Земская реформа 1890-х годов в Евпаторийском уезде прошла после 1892 года; в результате Джугень приписали к Агайской волости. По «…Памятной книжке Таврической губернии на 1900 год», в деревне числилось 183 жителя в 31 дворе. По Статистическому справочнику Таврической губернии. Ч.II-я. Статистический очерк, выпуск пятый Евпаторийский уезд, 1915 год, в деревне Джугень Агайской волости Евпаторийского уезда числилось 29 дворов с татарским населением в количестве 142 человек приписных жителей и 41 — «посторонний», из которых 85 мужчин и 98 женщин. Жители владели 100 десятинами удобной земли. В хозяйствах имелось 78 лошадей, 17 волов, 11 коров и 460 голов мелкого скота.
После установления в Крыму Советской власти, по постановлению Крымревкома от 8 января 1921 года № 206 «Об изменении административных границ» была упразднена волостная система, и село вошло в состав Бакальского района Евпаторийского уезда, а в 1922 году уезды получили название округов. 11 октября 1923 года, согласно постановлению ВЦИК, в административное деление Крымской АССР были внесены изменения, в результате которых округа были отменены, Бакальский район упразднён и село вошло в состав Евпаторийского района. Согласно Списку населённых пунктов Крымской АССР по Всесоюзной переписи 17 декабря 1926 года, в селе Джугень, Бий-Орлюкского сельсовета Евпаторийского района, числилось 20 дворов, все крестьянские, население составляло 105 человек, из них 88 тата и 17 украинцев. После создания 15 сентября 1931 года Фрайдорфского) еврейского национального района Джугень приписали к нему, а после создания в 1935 году Ак-Шеихского района (переименованного в 1944 году в Раздольненский район) включили в состав этого нового района. По данным всесоюзная перепись населения 1939 года в селе проживало 116 человек.
В 1944 году, после освобождения Крыма от фашистов, согласно Постановлению ГКО СССР № 5859 от 11 мая 1944 года, 18 мая крымские татары были депортированы в Среднюю Азию. С 25 июня 1946 года Караба-Кукуш в составе Крымской области РСФСР. Время включения в Берёзовский сельсовет пока не установлено. Джугень ликвидирован до 1960 года, поскольку в «Справочнике административно-территориального деления Крымской области на 15 июня 1960 года» селение уже не значилось (согласно справочнику «Крымская область. Административно-территориальное деление на 1 января 1968 года» — в период с 1954 по 1968 годы, как посёлок Березовского сельсовета).